# 1723 en droit
Cet article présente les faits marquants de l'année 1723 en droit.

## Événements
- 24 juin : Victor-Amédée II, roi de Sardaigne publie les Regie costituzioni (Lois et Constitutions du royaume) qui unifient législativement les différentes parties de son royaume (réédités et augmentées en 1729 et 1770)[1].

- 12 septembre (1er septembre du calendrier julien) : traité de Saint-Pétersbourg ; la Perse cède à la Russie la côte ouest (Daghestan) et sud de la Caspienne, de Derbent à Astérabad[2] (fin en 1732). La Turquie proteste.

- 14 décembre (3 décembre du calendrier julien) : règlement des manufactures en Russie[3]. Fin du monopole des manufactures créées par l’État, qui s’efforce de les affermer à des particuliers en leur offrant des conditions avantageuses.

- Lettres patentes du roi de France Louis XV pour réglementer l'esclavage à l'île Bourbon et l'île de France, (La Réunion et l'île Maurice), transposant le Code noir déjà en vigueur aux Antilles.

## Naissances
- 10 juillet : William Blackstone, jurisconsulte britannique († 14 février 1780).